# 富田洋之
冨田洋之（1980年11月21日—），生于大阪府，日本体操运动员。他的主要強項是單杠、雙杠及吊環。在2004年雅典夏季奧運，作為隊中王牌，帶領日本男子體操隊奪得男子體操團體賽金牌。在2008年北京夏季奧運的體操個人全能的吊環項目中，結尾的翻騰動作失敗，橫身跌在墊上，扭傷頸部。2008年10月正式宣佈退役。